# Croada de Varna
La croada de Varna fou una fracassada campanya militar organitzada els anys 1443 i 1444 per diversos monarques europeus amb intenció de contrarestar l'expansió de l'Imperi Otomà per l'Europa central, en especial per la zona de penetració dels Balcans. La crida la va fer el papa Eugeni IV l'1 de gener del 1443 i estigué comandada per Ladislau de Polònia, Joan Hunyadi, Voivode de Transsilvània i Felip III de Borgonya.
Aquesta croada culminà en una decisiva victòria otomana sobre els aliats croats en la batalla de Varna el 10 de novembre del 1444, en la qual Ladislau i el legat papal Julian Cesarini moriren.

## Context
El 1428, mentre l'Imperi Otomà estava en guerra contra la República de Venècia i el Regne d'Hongria arribaren a una treva mitjançant la creació del Despotat de Sèrbia com a estat fronterer de contenció. Quan la guerra acabà el 1430, els otomans tornaren al seu objectiu inicial, que era controlar tots els territoris al sud del Danubi. El 1432, el soldà Murat II començà a fer atacs per la regió de Transsilvània. Després que el rei Segimon morís el 1437, els atacs s'intensificaren, els otomans ocuparen Borač el 1438, i Zvornik i Srebrenica el 1439. A les acaballes del 1439, Semèndria capitulà i Murad reeixí en fer de Sèrbia una província otomana. Đurađ Branković, dèspota de Sèrbia, fugí a les seves possessions d'Hongria. El 1440, Murad assetjà la principal fortalesa dels hongaresos, Belgrad. En haver fracassat, marxà a Anatòlia i allà es dedicà a aturar els atacs dels Karamanoğlus.
Mentrestant, el successor de Segismon, Albert, havia mort l'octubre del 1439, poc després de signar una llei per «restablir les antigues lleis i els costums del reialme». Aquesta llei restringia l'autoritat reial, ja que requeria la participació del nobles terratinents en les decisions polítiques. Quatre mesos després de la mort d'Albert, nasqué el seu fill únic, Ladislau el Pòstum, mentre Hongria estava immersa en una guerra civil per la successió. El 17 de juliol del 1440 Ladislau de Varna, rei de Polònia, fou coronat rei d'Hongria, encara que això no acabà amb les disputes. Joan Hunyadi ajudà a la causa de Ladislau pacificant els territoris orientals, i es guanyà el càrrec de príncep palatí (nádor) de Transsilvània amb la corresponent responsabilitat de protegir la frontera sud d'Hongria. A finals del 1442, Ladislau tenia assegurat el seu estatus i rebutjà una proposta de pau otomana a canvi de Belgrad.
L'Església Catòlica Romana feia molt que demanava una croada contra els otomans i, amb la fi de la guerra civil hongaresa i gairebé simultàniament la guerra civil romana d'Orient, cabia la possibilitat de planejar-ne una. L'impuls per transformar els plans en acció vingué de la mà de Hunyadi entre els anys 1441–42. El 1441, derrotà un atac comandat pel general Ishak Paxa de Smederevo. Gairebé aniquilà tot l'exèrcit de Mezid Bey a Transsilvània el 22 de març del 1442, i al setembre derrotà l'atac de venjança de Hadım Şehabeddin, governador general de Rumèlia. Branković, refiant alliberar Sèrbia, també donà el seu suport a Novo Brdo, la principal ciutat sèrbia, caiguda en poder dels otomans el 1441.

## La croada

### Primers enfrontaments
L'1 de gener del 1443 el papa Eugeni IV publicà una butlla per la croada. A començaments de maig arribà la notícia que els l'Imperi Otomà no estava passant per una bona etapa i seria fàcil fer-los fora d'Europa. Es proclamà la guerra contra el solda Murat II en la dieta de Buda el diumenge de Rams del 1443 i, amb un exèrcit de 40.000 homes, la majoria magiars, el jove monarca i Joan Hunyadi al capdavant, travessaren el Danubi i capturaren les ciutats de Niš i Sofia.
Els croats, comandats per Ladislau, Hunyadi i Branković, atacaren a mitjan octubre. Refiaven que Murat no seria capaç de mobilitzar amb rapidesa el seu exèrcit, el qual consistia principalment en terratinents a cavall (timariots) que necessitaven fer la collita per poder pagar els impostos i efectivament així va ser. L'experiència d'Hunyadi en les campanyes de l'hivern del 1441–42 els donà avantatge. A més, els hongaresos tenien millors armadures, que sovint feien inefectives les armes dels otomans. Murat no podia confiar en la lleialtat de les seves tropes a Rumèlia i tenia dificultat per contrarestar les tàctiques dels hongaresos.

### Batalla de Niš
En la batalla de Niš els croats foren victoriosos i forçaren Kasim Paxà de Rumèlia i el comandant Turakhan Beg a fugir cap a Sofia, per advertir Murat de la invasió. Pel camí, calaren foc a totes les viles pensant que la tàctica de terra cremada faria desistir als croats. Quan arribaren a Sofia, aconsellaren al soldà de cremar la ciutat i retirar-se més enllà de les muntanyes, on el petit exèrcit otomà ja no estaria en desavantatge.

### Batalla de Zlatisa
Poc després, amb les temperatures baixes ja presents, el següent encontre fou el 12 de desembre del 1443, en la vall de Zlatitsa, quan tot estava nevat. Fins a la batalla de Zlatitsa els croats no s'havien enfrontat a un gran exèrcit otomà, sinó només a petites guarnicions que controlaven la ruta cap a Adrianòpolis. Finalment, a Zlatitsa els turcs estaven ben posicionats per la defensa i tenien un exèrcit fort per l'atac. Els croats foren derrotats. Mentre tornaven al seu país, van preparar una emboscada i derrotaren una tropa que els empaitava, a Kunovica (petit poble situat entre Niš i Pirot), on Mahmud Bey, gendre del soldà i germà del visir Çandarli Halil Paixà, fou fet presoner. Quatre dies després, la coalició croada arribà a Prokuplje. El dèspot Đurađ Branković proposà a  Ladislau de Polònia i a Joan Hunyadi passar l'hivern en les ciutats fortificades de Sèrbia i reprendre la campanya a la primavera. Ells li rebutjaren la proposta i es retiraren. Cap a finals del gener del 1444 les forces de Władysław i de Hunyadi arribaren a Belgrad, i pel febrer estaven a Buda on foren aclamats com a herois.
Mentre que la batalla a Zlatitsa havia estat un fracàs, l'emboscada els donà la impressió d'haver obtingut el triomf final. El rei i l'Església estaven ansiosos per mantenir aquesta impressió i donaven ordre d'escampar el relat de la victòria i de contradir els que contessin la història sencera.
Murat estava enutjat i decebut per la manca d'efectivitat del seu exèrcit; manà empresonar Turahan al qual feia responsable de la derrota i captura de Mahmud Bey.

### Propostes de pau
Sembla que Murat tenia un gran desig de fer la pau. La seva germana l'implorava que negociés per alliberar Mahmud, i la seva esposa Mara, filla de Đurađ Branković, també el pressionava. El 6 de març del 1444 Mara envià una ambaixada a Branković i aquest fou el primer pas per tractar sobre la pau amb l'Imperi Otomà.
El 24 d'abril Ladislau envià una carta a Murat, en què anunciava que el seu ambaixador, Stojka Gisdanić, estava viatjant cap a Adrianòpolis amb plens poders per negociar en nom seu. Demanava que, un cop s'assolís un acord, Murat enviés els seus propis ambaixadors amb el tractat signat i el jurament al qual Ladislau afegiria el seu jurament.
Aquell mateix dia, Ladislau convocà una dieta a Buda, en la qual jurà en presència del cardenal Julian Cesarini comandar una nova expedició contra els otomans a l'estiu. La majoria dels que li havien donat suport per assolir el tron, demanaren fer una treva per evitar el perill de tornar a la guerra civil en la seva absència.
Entre el juny i l'agost del 1444, continuaren les negociacions per la pau, primer a Adranòpolis, i després a Szeged. Els croats no estaven del tot interessants en la pau, sobretot per part de Cesarini que punyia per la continuació de la croada. Finalment el cardenal trobà una solució que permetia alhora continuar amb la guerra i ratificar el tractat, que fou signat el 15 d'agost.

### Darrera etapa
Poc després de complir els requeriments del tractat, els hongaresos i els seus aliats tornaren a la guerra. La retirada de l'exèrcit de Murad s'havia completat i ara estava en un altre front del seu imperi. El 10 de novembre del 1444 els croats i els turcs s'enfrontaren en la batalla de Varna, a prop de la mar Negra. Els otomans guanyaren una decisiva victòria malgrat que tingueren moltes baixes. Els hongaresos perderen el seu rei i uns 15.000 soldats.

## Conclusió de la croada
Molts croats quedaren tolits per la congelació, molts més moriren o foren capturat en les batalles subsegüents de persecució. Hongria tornà a caure en una guerra civil, fins que Joan Hunyadi fou escollit regent de l'infant Ladislau el juny del 1446. Branković mantingué el control sobre Sèrbia.
La victòria otomana a Varna, seguida per la segona batalla de Kosovo el 1448, impedí que els estats europeus poguessin enviar un ajut militar significatiu a l'Imperi Romà d'Orient durant el setge de Constantinoble el 1453. Tot i que Pius II declarà oficialment tres anys de croada en el concili de Màntua per recuperar Constantinoble, els líders que primer prometeren portar 80.000 soldats, després se'n desdiren. L'Imperi Otomà estigué lliure durant dècades d'intents per part dels europeus de fer-los fora.